# 枚方郵便局
枚方郵便局（ひらかたゆうびんきょく）は、大阪府枚方市にある郵便局。民営化前の分類では集配普通郵便局であった。

## 概要
住所：〒573-8799 大阪府枚方市大垣内町2-10-5

### 併設施設
- ゆうちょ銀行枚方店（大阪支店枚方出張所）：取扱店番号410940

## 沿革
- 1871年4月20日（明治4年3月1日） - 日本の近代郵便制度の創設とともに、枚方郵便取扱所として開設[1]。
- 1873年（明治6年） - 枚方郵便役所となる[1]。
- 1875年（明治8年）1月1日 - 枚方郵便局（四等）となる。同年、為替取扱を開始[1]。
- 1878年（明治11年） - 貯金取扱を開始[1]。
- 1897年（明治30年）3月26日 - 枚方郵便電信局となる[1]。
- 1903年（明治36年）4月1日 - 通信官署官制の施行に伴い枚方郵便局となる[1]。
- 1950年（昭和25年）11月6日 - 枚方市市岡新町から同市市岡に移転[2]。
- 1956年（昭和31年）12月1日 - 電話通話および和文電報受付事務の取扱を開始。
- 1971年（昭和46年）5月17日 - 枚方市岡本町から同市大垣内町二丁目に移転。
- 1985年（昭和60年）10月 - 局舎落成。
- 1992年（平成4年）8月3日 - 外国通貨の両替および旅行小切手の売買に関する業務取扱を開始。
- 1998年（平成10年）7月6日 - 枚方市北部の集配業務を、同日設置された枚方北郵便局に移管。
- 2007年（平成19年）10月1日 - 民営化に伴い、併設された郵便事業枚方支店、ゆうちょ銀行枚方店に一部業務を移管。
- 2012年（平成24年）10月1日 - 日本郵便株式会社発足に伴い、郵便事業枚方支店を枚方郵便局に統合。

## 取扱内容

### 枚方郵便局
- 郵便、印紙、ゆうパック、内容証明
- 生命保険、バイク自賠責保険、自動車保険、がん保険、引受条件緩和型医療保険
- 枚方市南西部（〒573-00xx、〒573-85xx、〒573-86xx、〒573-87xxの区域）の集配業務
- ゆうゆう窓口

### ゆうちょ銀行枚方店
- 貯金、貸付、為替、振替、振込、国際送金、外貨両替、トラベラーズチェック、国債、投資信託、変額年金保険、スルガ銀行の個人ローンの申込
- ATM

## 周辺
- 枚方市役所
- 枚方市民会館
- 枚方警察署
- 枚方簡易裁判所
- 国道1号
- 天野川

## アクセス
- 京阪本線・交野線 枚方市駅（南口）から徒歩約9分
- 京阪バス 官公庁団地停留所下車
- 駐車場あり：6台